# Eleccions al Parlament de Catalunya
Les eleccions al Parlament de Catalunya són la fórmula de participació democràtica dels ciutadans de Catalunya per elegir als seus representants al Parlament de Catalunya, òrgan de representació popular que, amb 135 diputats, és el poder legislatiu de Catalunya.
Les eleccions se celebren cada quatre anys, llevat que siguin convocades anticipadament pel President de la Generalitat. Amb la convocatòria, es dissol el Parlament i el govern, tot i que es manté una representació dels diputats i el govern resta "en funcions", fins que es torna a constituir un nou govern.
Amb el resultat de les eleccions, es constitueix el Parlament i els diputats elegeixen entre ells qui serà el President de la Generalitat. El cap de llista que compta amb més suport dels diferents grups, és el candidat a la investidura.
Una vegada nomenat i investit el President, aquest forma govern o consell executiu.

## Les primeres eleccions de 1932
L'abril del 1931 s'havia reinstaurat la república a Espanya i, a Catalunya, es va constituir una Generalitat provisional presidida per Francesc Macià, amb l'objectiu de redactar un estatut que definís el marc i els instruments d'autogovern de Catalunya que s'havia acordat al pacte de Sant Sebastià.
Després de l'aprovació de l'Estatut d'Autonomia de 1932, en què apareixia el Parlament de Catalunya com a òrgan de representació, se celebraren les primeres eleccions al parlament català el 20 de novembre de 1932, en el marc de la Segona República Espanyola.
En aquelles eleccions només podien votar els homes de més de 25 anys, amb nacionalitat espanyola, i residència a Catalunya, i escollien a un total de 85 diputats representants de cinc circumscripcions electorals.
Varen ser les primeres i les últimes d'aquell període a causa de l'inici de la Guerra Civil espanyola, en 1936, i la posterior abolició de les institucions catalanes d'autogovern, el 4 d'abril de 1938, per part del règim franquista.

## Les eleccions des de 1980
En 1979, recuperada la democràcia a Espanya, s'aprovà un nou Estatut d'Autonomia per a Catalunya, que recuperava les seves institucions d'autogovern. Així, en 1980 es varen celebrar les segones eleccions al Parlament de Catalunya de la història, primeres del període democràtic actual. Per al Parlament actual s'elegeixen 135 diputats amb un sistema de llistes tancades de partits polítics. L'assignació d'escons es realitza segons la regla D'Hondt.
Una vegada constituït el Parlament, el President de la cambra, proposa al candidat amb més suport (nombre de parlamentaris que -previsiblement- li votarien a favor) que faci el discurs d'investidura a President de la Generalitat. En aquest acte presenta la seva proposta de govern, és votat pels diputats i, si obté majoria suficient, és nomenat President. La seva primera funció i responsabilitat és formar govern.
A aquestes eleccions del 1980 varen obtenir representació parlamentària els següents partits polítics:
- Convergència i Unió
- Partit dels Socialistes de Catalunya
- Partit Popular de Catalunya
- Esquerra Republicana de Catalunya
- Partido Socialista de Andalucía (actualment Partido Andalucista), 2 diputats el 1980.
- Centristes de Catalunya-UCD, 18 diputats el 1980.
- Centro Democrático y Social, 3 diputats el 1988.
- Partit Socialista Unificat de Catalunya, amb representació en 1980 i 1984, va ser l'embrió de la federació Iniciativa per Catalunya i d'Esquerra Unida i Alternativa que es presentarien a les eleccions de 1988.

## Historial de les eleccions
| Eleccions al Parlament de Catalunya |              |                                      |           |                                      |        |                          |                  |
| Eleccions                           | Participació | Partit més votat                     | Vots      | Partit amb més escons                | Escons | President investit       | Govern           |
| 1932                                |              | Esquerra Republicana de Catalunya    |           | Esquerra Republicana de Catalunya    | 56     | Francesc Macià (ERC)     | Estatutari       |
| 1980                                | 61,34%       | Convergència i Unió                  | 752.943   | Convergència i Unió                  | 43     | Jordi Pujol (CiU)        | I Legislatura    |
| 1984                                | 64,36%       | Convergència i Unió                  | 1.346.729 | Convergència i Unió                  | 72     | Jordi Pujol (CiU)        | II Legislatura   |
| 1988                                | 59,37%       | Convergència i Unió                  | 1.232.514 | Convergència i Unió                  | 69     | Jordi Pujol (CiU)        | III Legislatura  |
| 1992                                | 54,87%       | Convergència i Unió                  | 1.221.233 | Convergència i Unió                  | 70     | Jordi Pujol (CiU)        | IV Legislatura   |
| 1995                                | 63,64%       | Convergència i Unió                  | 1.320.071 | Convergència i Unió                  | 60     | Jordi Pujol (CiU)        | V Legislatura    |
| 1999                                | 59,20%       | Convergència i Unió                  | 1.183.299 | Convergència i Unió                  | 56     | Jordi Pujol (CiU)        | VI Legislatura   |
| 2003                                | 62%          | Partit dels Socialistes de Catalunya | 1.031.454 | Convergència i Unió                  | 46     | Pasqual Maragall (PSC)   | VII Legislatura  |
| 2006                                | 56,77%       | Convergència i Unió                  | 935.756   | Convergència i Unió                  | 48     | José Montilla (PSC)      | VIII Legislatura |
| 2010                                | 59,95%       | Convergència i Unió                  | 1.198.010 | Convergència i Unió                  | 62     | Artur Mas (CiU)          | IX Legislatura   |
| 2012                                | 67,76%       | Convergència i Unió                  | 1.116.259 | Convergència i Unió                  | 50     | Artur Mas (CiU)          | X Legislatura    |
| 2015                                | 74,95%       | Junts pel Sí                         | 1.628.714 | Junts pel Sí                         | 62     | Carles Puigdemont (JxSÍ) | XI Legislatura   |
| 2017                                | 79,09%       | Ciutadans - Partit de la Ciutadania  | 1.109.732 | Ciutadans - Partit de la Ciutadania  | 36     | Quim Torra (JxCAT)       | XII Legislatura  |
| 2021                                | 51,29%       | Partit dels Socialistes de Catalunya | 654.766   | PSC / ERC                            | 33     | Pere Aragonès (ERC)      | XIII Legislatura |
| 2024                                | 55,31%       | Partit dels Socialistes de Catalunya | 882.589   | Partit dels Socialistes de Catalunya | 42     | Salvador Illa (PSC)      | XIV Legislatura  |

## Gràfics d'evolució del nº de Vots, darreres eleccions

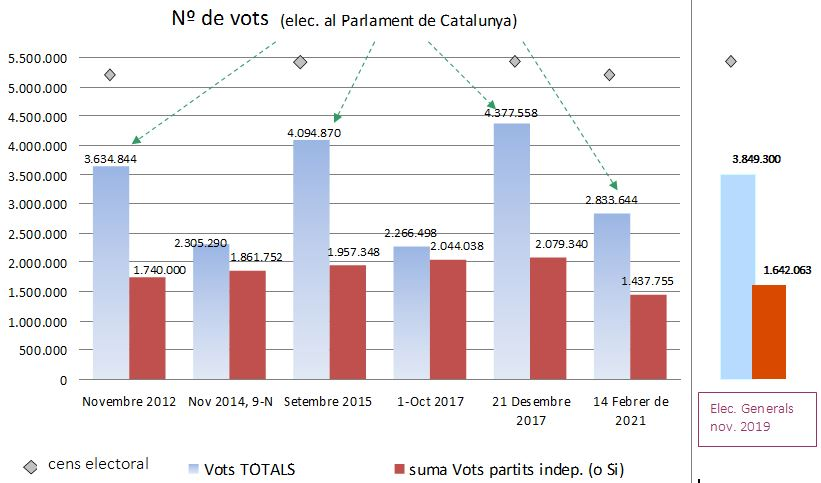
Evolució del N. de Vots a les eleccions al Parlament (2012-2021)
Variacions dels partits polítics (1980-2010)
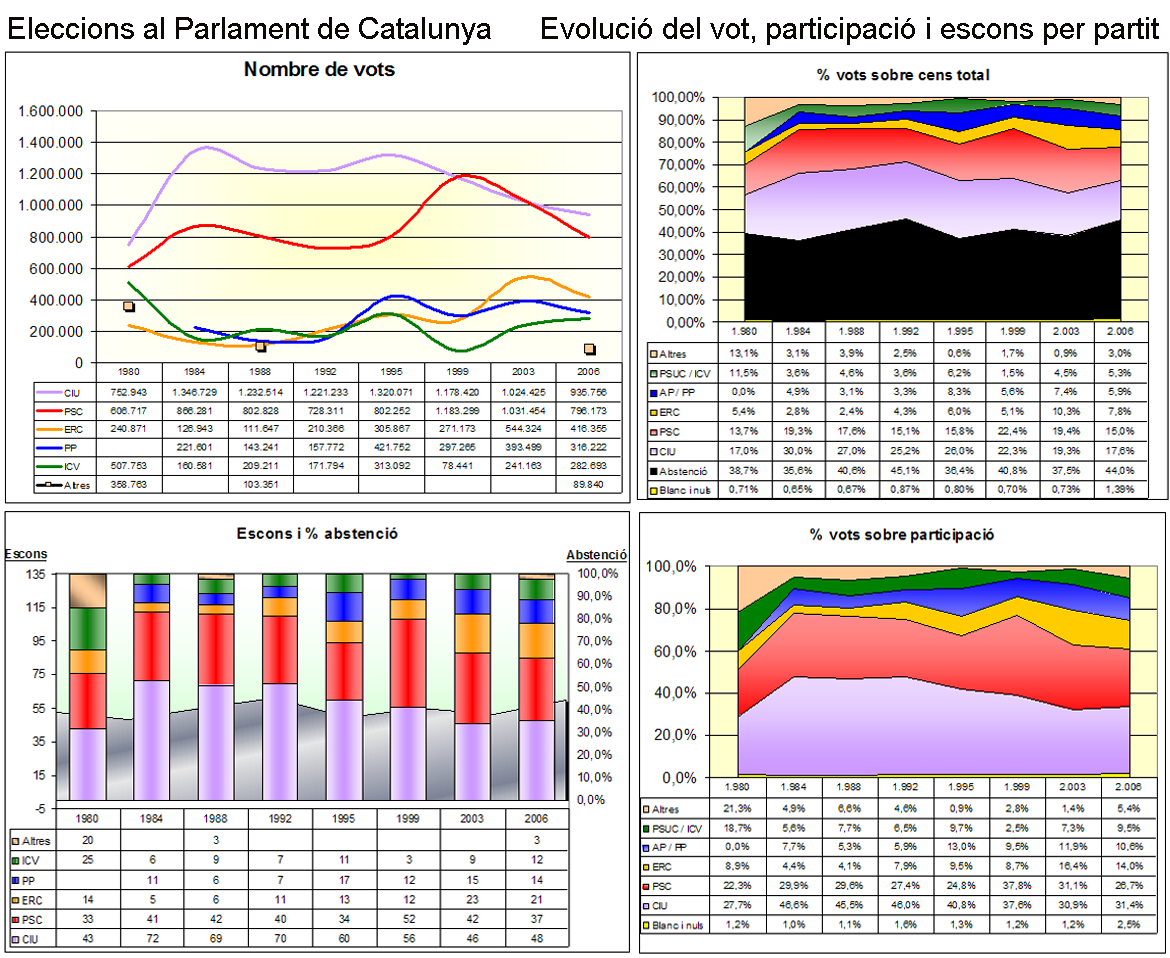
Gràfic de les eleccions al Parlament de Catalunya (1980-2006)[n 2][n 3][n 4]

## Properes eleccions al Parlament de Catalunya
| Llei                  | Requisit | Comentari |
| --------------------- | --- | --- |
| Estatut: Article 56.1 | El Parlament es compon d'un mínim de cent diputats i un màxim de cent cinquanta, elegits per a un termini de quatre anys […]     | Les eleccions del 2024 es van celebrar el 12 de maig de 2024. Quatre anys després del 12 de maig de 2024 és el 12 de maig de 2028. |
| Estatut: Article 56.4 | El president o presidenta de la Generalitat, quinze dies abans del finiment de la legislatura, ha de convocar les eleccions, […] | 15 dies abans del 12 de maig de 2028 és el 27 d'abril de 2028.                                                                     |
| Estatut: Article 56.4 | […] [Les eleccions] han de tenir lloc entre quaranta i seixanta dies després de la convocatòria.                                 | 60 dies després del 27 de maig de 2028 és el 26 de juny de 2028.                                                                   |

## Particularitats de la política catalana
Respecte a les eleccions en altres comunitats de l'Estat espanyol, els votants catalans presenten característiques distintives:
- La polarització de partits no és sols entre dreta-esquerra, sinó entre els nacionalismes català i espanyol. (Com passa a Euskadi, a Galícia i altres zones perifèriques de l'Estat espanyol)
- Els electors poden canviar sensiblement el vot segons es tracti d'eleccions al parlament català, les corts generals, les municipals o les europees, mentre que a altres indrets no hi ha tanta oscil·lació.
- Hi ha una major varietat de partits amb representació parlamentària.